# Слохині
Слохині́ —  село в Україні, у Самбірському районі Львівської області. Населення становить 515 осіб. Орган місцевого самоврядування - Хирівська міська рада.
15 червня 1934 р. село передане з Самбірського повіту до Добромильського.

## Населення

### Мова
Розподіл населення за рідною мовою за даними перепису 2001 року:
| Мова       | Кількість | Відсоток |
| ---------- | --------- | -------- |
| українська | 507       | 98.45%   |
| російська  | 7         | 1.36%    |
| румунська  | 1         | 0.19%    |
| Усього     | 515       | 100%     |